# 鞍手站 (國鐵)
鞍手站（日语：／ Kurate eki */?）是位於福岡縣鞍手郡鞍手町大字新延，日本國有鐵道（國鐵）室木線的鐵路車站（廢站）。

## 歷史
- 1908年（明治41年）7月1日：國鐵遠賀川站至室木站之間（後來定名為室木線）開業，新延站（日语：／）啟用[1]。當時為一般車站[1]。
- 1959年（昭和34年）10月1日：改名為鞍手站[1]。
- 1974年（昭和49年）3月5日：結束貨運業務[1]。
- 1984年（昭和59年）2月1日：結束行李起卸業務[1]。
- 1985年（昭和60年）4月1日：隨著室木線全線被廢除，此站也被廢除[1]。

## 車站構造
此站為有人車站，設有1面1線的單式月台。站舍是車站啟用時建造。

## 車站周邊
- 福岡縣道55號宮田遠賀線（日语：福岡県道55号宮田遠賀線）
- JA直鞍（日语：直鞍農業協同組合）鞍手支所
- JA-SS（日语：JA-SS）自助鞍手加油站
- JA Sun Green 鞍手（農作物直銷處）
- 西川（遠賀川支流）

## 相鄰車站
日本國有鐵道（國鐵）
室木線
古月－鞍手－八尋

## 注腳
1. 1 2 3 4 5 6 7 8  石野哲 (编).  初版. JTB. 1998-10-01: 693-694. ISBN 978-4-533-02980-6 （日语）.

## 相關項目
- 日本鐵路車站列表 Ku